# Metal Galaxy
Metal Galaxy (geschrieben: METAL GALAXY) ist das dritte Studioalbum der japanischen Kawaii-Metal-Band Babymetal. Es erschien am 8. Oktober 2019 in Japan und am 11. Oktober weltweit. Nach dem Austritt von Yui Mizuno rund ein Jahr zuvor besteht Babymetal noch aus den Sängerinnen Suzuka Nakamoto und Moa Kikuchi.

## Veröffentlichung und Promotion
Am 1. April 2019, drei Jahre nach der weltweiten Veröffentlichung des Albums Metal Resistance, kündigte Babymetal für dasselbe Jahr ein drittes Album an, zusammen mit mehreren Konzerten in Japan im Sommer. Zuvor waren bereits zwei Singles erschienen, die auch auf dem Album enthalten sein würden: Distortion am 8. Mai 2018 und Starlight am 19. Oktober 2018 (zusammen mit der Ankündigung des Rückzugs von Yui Mizuno). Die Veröffentlichung der dritten Single Elevator Girl, zunächst nur in digitaler Form, erfolgte am 10. Mai 2019 zusammen mit der Ankündigung einer neuen Welttournee; das dazu gehörende Musikvideo kam am 16. August 2019 hinzu. Am 28. Juni 2019 folgte die vierte Single Pa Pa Ya!! und schließlich am 27. September 2019 digital die fünfte Single Shanti Shanti Shanti.
Die ersten Daten für die bevorstehende, damals noch nicht benannte Welttournee wurden 10. Mai 2019 bekanntgegeben. Sie dauert von Anfang September 2019 bis April 2020 und führt durch die USA, Japan, Europa, Hongkong und Taiwan. Dazu gehört unter anderem eine Headliner-Show in The Forum bei Los Angeles am 11. Oktober, die mit der weltweiten Veröffentlichung des Albums zusammenfällt. Am 28. Juni 2019 erfolgte die Bekanntgabe des Albumtitels Metal Galaxy und der restlichen Tourneedaten.
Metal Galaxy erscheint in mehreren Versionen, je nach Region. In Japan erhältlich sind ein Standard-Doppelalbum mit 16 Titeln (CD- und LP-Format) sowie vier verschiedene limitierte Versionen namens The One (für Fanclub-Mitglieder), Japan Complete, Sun und Moon. Hier geschieht die Veröffentlichung drei Tage früher als in allen anderen Ländern, am 8. Oktober 2019. International erscheint das Album am 11. Oktober mit 14 Titeln auf einer CD oder auf zwei LPs.

## Kompositionen
Die Band beschrieb die Leitidee des Albums als „Odyssee zu einer Metal-Galaxie“. Leadsängerin Suzuka Nakamoto führte aus, das Album sei „wie eine Spielzeugkiste mit einer unterschiedlichen Mischung von Songs darin“. Während die Alben Babymetal und Metal Resistance „coole Sounds zu den Songs gehabt“ hätten, präsentiere Metal Galaxy „eine neue Art von Kawaii Metal“. Sie binde den Klang verschiedener Länder ein, in denen die Band seit Metal Resistance getourt sei, und widerspiegle die „Reise“ in den vergangenen Jahren. Ebenso drücke das Album Licht und Dunkelheit, Emotionen und Ambivalenz aus. So wie die Sonne und der Mond mit ihrem Tages- und Mondlicht das Erscheinungsbild dieser Welt verändere, male die Musik mit immer neuen Klangvarianten die Metal-Galaxie in verschiedenen Farben.
Im Vergleich zu den Vorgängeralben baute die Band die Zusammenarbeit mit Gastmusikern weiter aus. Sabaton-Leadsänger Joakim Brodén steuert ruppige Growls in Oh! Majinai bei, F.Hero rappt auf Thai in Pa Pa Ya und Alissa White-Gluz von Arch Enemy singt in Distortion. Gitarre spielen Tak Matsumoto auf Da Da Dance sowie Tim Henson und Scott LePage von Polyphia auf Brand New Day.

## Trackliste
| Nr.          | Titel                                             | Musik                 | Text                      | Länge |
| ------------ | ------------------------------------------------- | --------------------- | ------------------------- | ----- |
| 1.           | Future Metal                                      | Kitsune of Metal God  | Kitsune of Metal God      | 1:56  |
| 2.           | Da Da Dance (feat. Tak Matsumoto)                 | Kanata Okajima        | Kanata Okajima • Megmetal | 3:42  |
| 3.           | Elevator Girl                                     | Ryu-metal             | Ryu-metal                 | 2:46  |
| 4.           | Shanti Shanti Shanti                              | Mukti-metal           | Megmetal                  | 3:10  |
| 5.           | Oh! Majinai (feat. Joakim Brodén)                 | Ryu-metal             | Ryu-metal                 | 3:05  |
| 6.           | Brand New Day (feat. Tim Henson und Scott LePage) | Mk-metal              | Megmetal                  | 4:01  |
| 7.           | ↑↓←→BBAB                                          | Ryu-metal             | Ryu-metal                 | 2:56  |
| 8.           | Night Night Burn!                                 | Holametal • Norimetal | Norimetal                 | 3:33  |
| Gesamtlänge: | Gesamtlänge:                                      | Gesamtlänge:          | Gesamtlänge:              | 25:09 |

| Nr.          | Titel                                | Musik                | Text                       | Länge |
| ------------ | ------------------------------------ | -------------------- | -------------------------- | ----- |
| 1.           | In the Name Of                       | Kitsune of Metal God | Kitsune of Metal God       | 4:24  |
| 2.           | Distortion (feat. Alissa White-Gluz) | Dkmetal • Takemetal  | Takemetal                  | 2:57  |
| 3.           | Pa Pa Ya!! (feat. F.Hero)            | Siammetal            | Siammetal                  | 3:56  |
| 4.           | BxMxC                                | Metal Cypher         | Metal Cypher • Megmetal    | 2:53  |
| 5.           | Kagerou                              | Mk-metal             | Yuyoyuppe                  | 3:23  |
| 6.           | Starlight                            | Metal Saints         | Megmetal • Metal Skywalker | 3:29  |
| 7.           | Shine                                | Kitsune of Metal God | Takemetal                  | 5:38  |
| 8.           | Arkadia                              | Norimetal            | Norimetal                  | 5:13  |
| Gesamtlänge: | Gesamtlänge:                         | Gesamtlänge:         | Gesamtlänge:               | 31:53 |

| Nr.          | Titel                                             | Musik                 | Text                       | Länge |
| ------------ | ------------------------------------------------- | --------------------- | -------------------------- | ----- |
| 1.           | Future Metal                                      | Kitsune of Metal God  | Kitsune of Metal God       | 2:05  |
| 2.           | Da Da Dance (feat. Tak Matsumoto)                 | Kanata Okajima        | Kanata Okajima • Megmetal  | 3:50  |
| 3.           | Elevator Girl                                     | Ryu-metal             | Ryu-metal                  | 2:45  |
| 4.           | Shanti Shanti Shanti                              | Mukti-metal           | Megmetal                   | 3:10  |
| 5.           | Oh! Majinai (feat. Joakim Brodén)                 | Ryu-metal             | Ryu-metal                  | 3:12  |
| 6.           | Brand New Day (feat. Tim Henson und Scott LePage) | Mk-metal              | Megmetal                   | 4:08  |
| 7.           | Night Night Burn!                                 | Holametal • Norimetal | Norimetal                  | 3:40  |
| 8.           | In the Name Of                                    | Kitsune of Metal God  | Kitsune of Metal God       | 4:30  |
| 9.           | Distortion (feat. Alissa White-Gluz)              | Dkmetal • Takemetal   | Takemetal                  | 3:04  |
| 10.          | Pa Pa Ya!! (feat. F.Hero)                         | Siammetal             | Siammetal                  | 3:55  |
| 11.          | Kagerou                                           | Mk-metal              | Yuyoyuppe                  | 3:30  |
| 12.          | Starlight                                         | Metal Saints          | Megmetal • Metal Skywalker | 3:37  |
| 13.          | Shine                                             | Kitsune of Metal God  | Kitsune of Metal God       | 5:52  |
| 14.          | Arkadia                                           | Norimetal             | Norimetal                  | 5:18  |
| Gesamtlänge: | Gesamtlänge:                                      | Gesamtlänge:          | Gesamtlänge:               | 52:35 |

## Mitwirkende
- Suzuka Nakamoto (Su-metal): Leadgesang
- Moa Kikuchi (Moametal): Gesang

Gastmusiker:
- Tak Matsumoto: Gitarre auf Da Da Dance
- Joakim Brodén: Gesang auf Oh! Majinai
- Tim Henson und Scott LePage (Polyphia): Gitarre auf Brand New Day
- Alissa White-Gluz: Gesang auf Distortion
- F.Hero: Gesang auf Pa Pa Ya!!

## Chartplatzierungen
| ChartsChartplatzierungen       | Höchstplatzierung | Wochen |
| ------------------------------ | ----------------- | ------ |
| Deutschland (GfK)              | 18 (1 Wo.)        | 1      |
| Japan (Oricon)                 | 3 (24 Wo.)        | 24     |
| Österreich (Ö3)                | 30 (1 Wo.)        | 1      |
| Schweiz (IFPI)                 | 46 (1 Wo.)        | 1      |
| Vereinigte Staaten (Billboard) | 13 (1 Wo.)        | 1      |
| Vereinigtes Königreich (OCC)   | 19 (1 Wo.)        | 1      |